# Sylvicola varipes
Sylvicola varipes är en tvåvingeart som först beskrevs av Charles Howard Curran 1934.  Sylvicola varipes ingår i släktet Sylvicola och familjen fönstermyggor.
Artens utbredningsområde är Guyana. Inga underarter finns listade i Catalogue of Life.